# WASF2
WASF2 (англ. WAS protein family member 2) – білок, який кодується однойменним геном, розташованим у людей на короткому плечі 1-ї хромосоми.  Довжина поліпептидного ланцюга білка становить 498 амінокислот, а молекулярна маса — 54 284.
| 10         |  | 20         |  | 30         |  | 40         |  | 50         |
| ---------- |  | ---------- |  | ---------- |  | ---------- |  | ---------- |
| MPLVTRNIEP |  | RHLCRQTLPS |  | VRSELECVTN |  | ITLANVIRQL |  | GSLSKYAEDI |
| FGELFTQANT |  | FASRVSSLAE |  | RVDRLQVKVT |  | QLDPKEEEVS |  | LQGINTRKAF |
| RSSTIQDQKL |  | FDRNSLPVPV |  | LETYNTCDTP |  | PPLNNLTPYR |  | DDGKEALKFY |
| TDPSYFFDLW |  | KEKMLQDTKD |  | IMKEKRKHRK |  | EKKDNPNRGN |  | VNPRKIKTRK |
| EEWEKMKMGQ |  | EFVESKEKLG |  | TSGYPPTLVY |  | QNGSIGCVEN |  | VDASSYPPPP |
| QSDSASSPSP |  | SFSEDNLPPP |  | PAEFSYPVDN |  | QRGSGLAGPK |  | RSSVVSPSHP |
| PPAPPLGSPP |  | GPKPGFAPPP |  | APPPPPPPMI |  | GIPPPPPPVG |  | FGSPGTPPPP |
| SPPSFPPHPD |  | FAAPPPPPPP |  | PAADYPTLPP |  | PPLSQPTGGA |  | PPPPPPPPPP |
| GPPPPPFTGA |  | DGQPAIPPPL |  | SDTTKPKSSL |  | PAVSDARSDL |  | LSAIRQGFQL |
| RRVEEQREQE |  | KRDVVGNDVA |  | TILSRRIAVE |  | YSDSEDDSSE |  | FDEDDWSD   |

A: Аланін

C: Цистеїн

D: Аспарагінова кислота

E: Глутамінова кислота

F: Фенілаланін

G: Гліцин

H: Гістидин

I: Ізолейцин

K: Лізин

L: Лейцин

M: Метіонін

N: Аспарагін

P: Пролін

Q: Глутамін

R: Аргінін

S: Серин

T: Треонін

V: Валін

W: Триптофан

Кодований геном білок за функцією належить до фосфопротеїнів. 
Задіяний у такому біологічному процесі як взаємодія хазяїн-вірус. 
Білок має сайт для зв'язування з молекулою актину. 
Локалізований у цитоплазмі, цитоскелеті, клітинних відростках.